# Profvoetballer van het Jaar 2011
Het Belgische gala van de Profvoetballer van het Jaar 2011 werd georganiseerd op 22 mei 2011 in Brussel. De Kroatische aanvaller Ivan Perišić mocht de trofee in ontvangst nemen. Thibaut Courtois werd uitgeroepen tot Keeper van het Jaar en Frank De Bleeckere tot Scheidsrechter van het Jaar. Franky Vercauteren werd dan weer verkozen tot Trainer van het Jaar.

## Profvoetballer van het Jaar

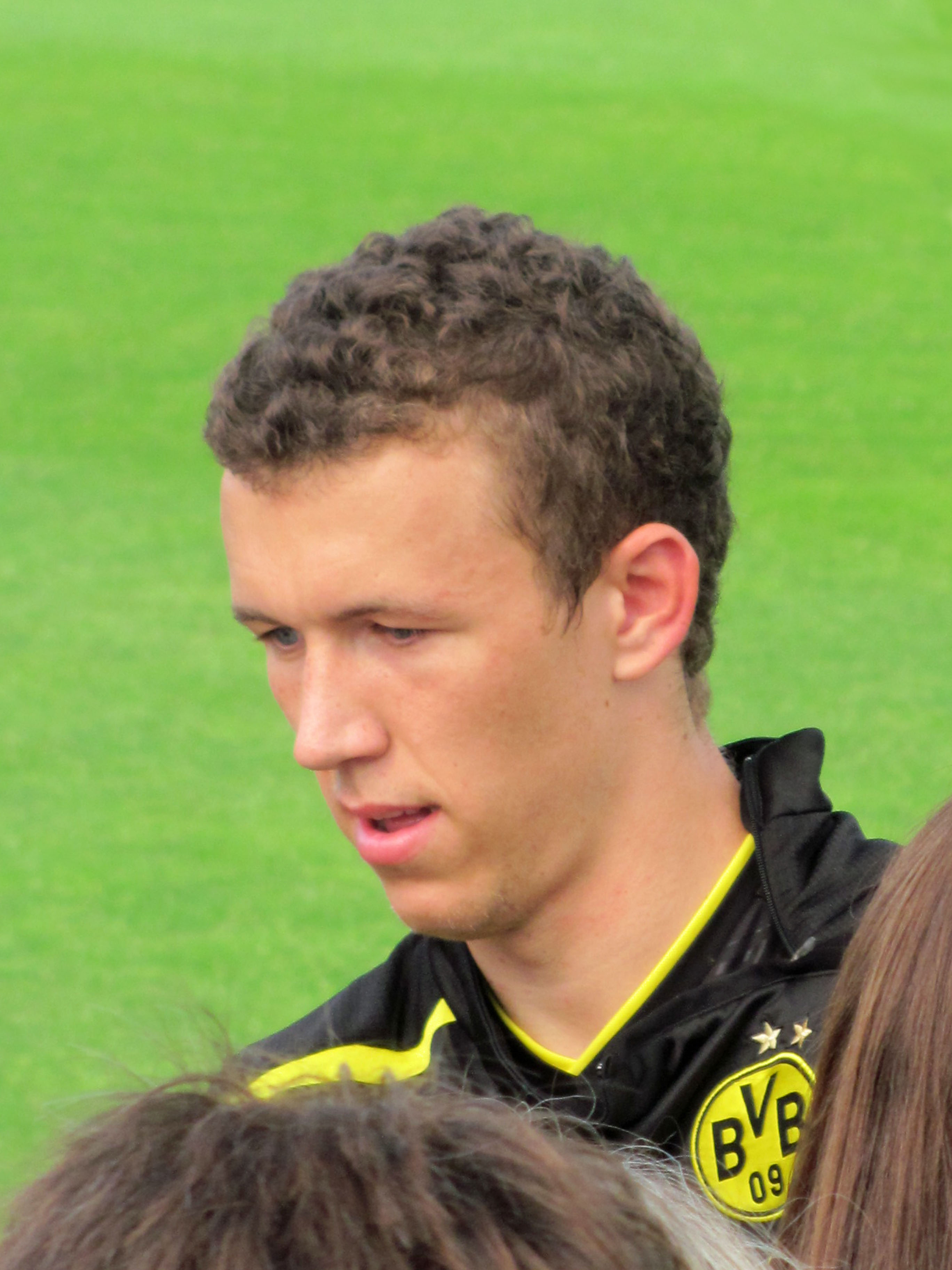
Ivan Perišić.

Jelle Vossen leek lange tijd op weg om topschutter te worden, maar werd in extremis nog ingehaald door Ivan Perišić. De speler van Club Brugge gokte op voorhand op Vossen, maar mocht uiteindelijk zelf de trofee voor Profvoetballer van het Jaar in ontvangst nemen. De Kroatische aanvaller was een seizoen lang een van de uitblinkers bij blauw-zwart en versierde na het seizoen 2010/11 een transfer naar de Duitse topclub Borussia Dortmund. Axel Witsel, die Standard Luik tijdens de play-offs van de laatste naar de tweede plaats loodste, werd tweede in de uitslag.

### Uitslag
| Nr. | Land                | Winnaar       | Club           | Ptn. |
| --- | ------------------- | ------------- | -------------- | ---- |
| 1.  | Vlag van Kroatië    | Ivan Perišić  | Club Brugge    | 405  |
| 2.  | Vlag van België     | Axel Witsel   | Standard Luik  | 330  |
| 3.  | Vlag van België     | Jelle Vossen  | KRC Genk       | 198  |
| 4.  | Vlag van Venezuela  | Ronald Vargas | Club Brugge    | 91   |
| 5.  | Vlag van Argentinië | Lucas Biglia  | RSC Anderlecht | 84   |

## Keeper van het Jaar

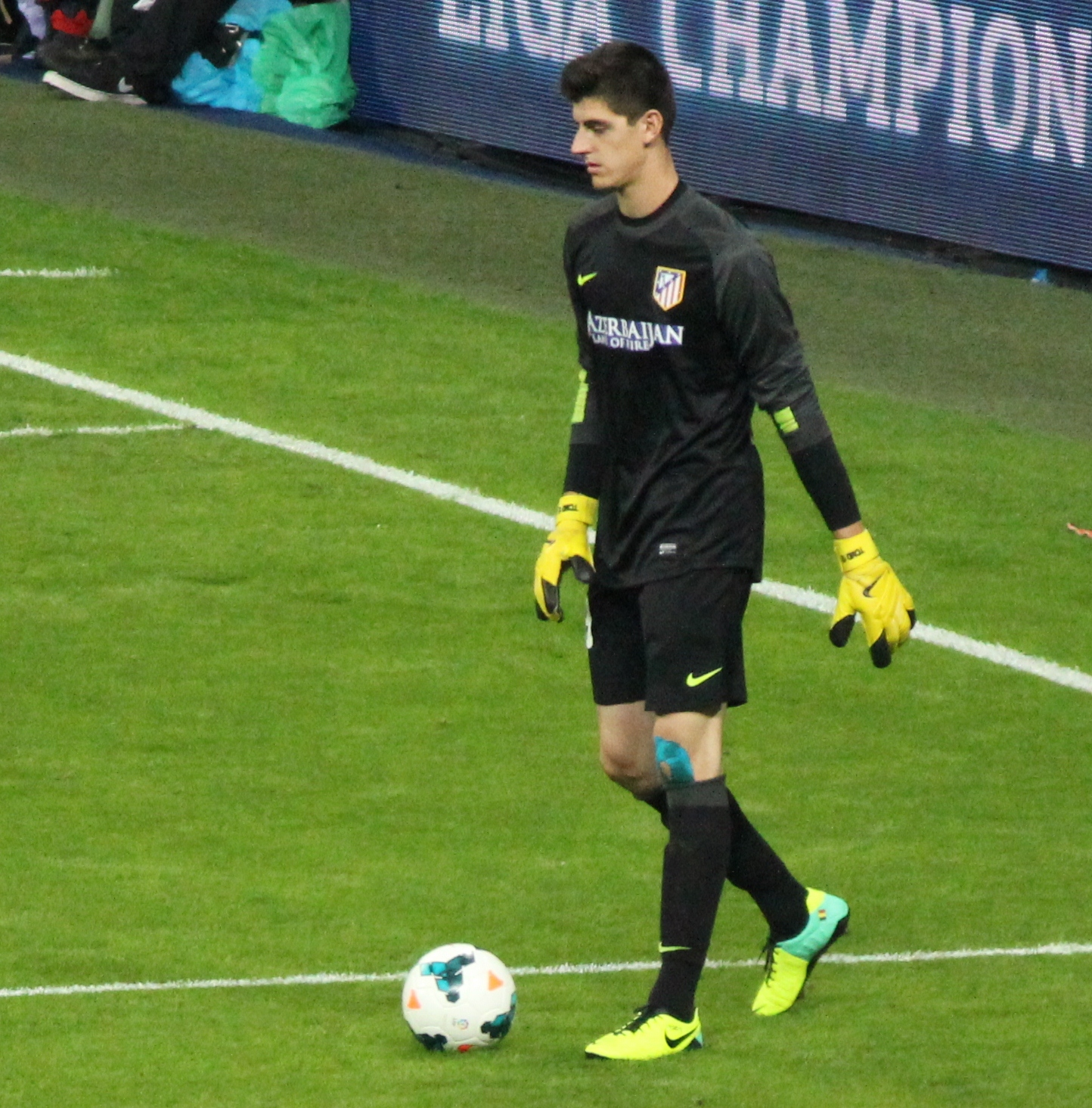
Thibaut Courtois.

De 19-jarige Thibaut Courtois was een seizoen lang een sterkhouder bij landskampioen KRC Genk. Ondanks zijn jonge leeftijd toonde hij zich wekelijks als een secure doelman. In de titelwedstrijd tegen Standard blonk hij uit met enkele knappe reddingen tijdens het slot van de partij. Hij haalde het met ruime voorsprong op Silvio Proto, de nummer 1 van RSC Anderlecht. Courtois vertrok na het seizoen naar Chelsea FC dat hem vervolgens uitleende Atlético Madrid.

### Uitslag
| Nr. | Land               | Winnaar             | Club           | Ptn. |
| --- | ------------------ | ------------------- | -------------- | ---- |
| 1.  | Vlag van België    | Thibaut Courtois    | KRC Genk       | 621  |
| 2.  | Vlag van België    | Silvio Proto        | RSC Anderlecht | 397  |
| 3.  | Vlag van Turkije   | Sinan Bolat         | Standard Luik  | 142  |
| 4.  | Vlag van Servië    | Bojan Jorgačević    | AA Gent        | 131  |
| 5.  | Vlag van Ivoorkust | Barry Boubacar Copa | KSC Lokeren    | 122  |

## Trainer van het Jaar
In zowel 2006 als 2007 werd Franky Vercauteren kampioen met Anderlecht. Toch zag hij die seizoenen telkens hoe een andere trainer met de prijs voor beste coach naar huis ging. Na een incidentrijke periode bij de nationale ploeg werd Vercauteren in 2009 opnieuw trainer in de Jupiler Pro League. Hij ging aan de slag bij Genk, met wie hij in 2011 de titel pakte. Het leverde hem ditmaal wel de trofee voor Trainer van het Jaar op. Peter Maes, die met Lokeren de revelatie van het jaar werd, strandde op de tweede plaats.

### Uitslag
| Nr. | Land            | Winnaar             | Club           | Ptn. |
| --- | --------------- | ------------------- | -------------- | ---- |
| 1.  | Vlag van België | Franky Vercauteren  | KRC Genk       | 591  |
| 2.  | Vlag van België | Peter Maes          | KSC Lokeren    | 438  |
| 3.  | Vlag van België | Ariël Jacobs        | RSC Anderlecht | 147  |
| 4.  | Vlag van België | Bob Peeters         | Cercle Brugge  | 146  |
| 5.  | Vlag van België | Dominique D'Onofrio | Standard Luik  | 138  |

## Scheidsrechter van het Jaar
Voor de tweede keer op rij en voor de vijfde keer in totaal werd Frank De Bleeckere verkozen tot Scheidsrechter van het Jaar. Hij haalde het met ruime voorsprong op Jérôme Efong Nzolo, de Gabonees-Belgische laureaat van 2007, 2008 en 2009.

### Uitslag
| Nr. | Land                             | Winnaar            | Ptn. |
| --- | -------------------------------- | ------------------ | ---- |
| 1.  | Vlag van België                  | Frank De Bleeckere | 611  |
| 2.  | Vlag van Gabon · Vlag van België | Jérôme Efong Nzolo | 249  |
| 3.  | Vlag van België                  | Johan Verbist      | 136  |
| 4.  | Vlag van België                  | Tim Pots           | 128  |
| 5.  | Vlag van België                  | Luc Wouters        | 125  |